# Viroflay
Viroflay è un comune francese di 16 129 abitanti situato nel dipartimento degli Yvelines nella regione dell'Île-de-France.

## Società

### Evoluzione demografica
Abitanti censiti

## Amministrazione

### Gemellaggi
- Bracciano, Italia
- Haßloch, Germania
- Kolokani, Mali
- Carcavelos, Portogallo